# Dorfkirche Groß Mohrdorf
Die Dorfkirche Groß Mohrdorf ist eine aus dem 13. Jahrhundert stammende Dorfkirche in Groß Mohrdorf in Vorpommern.

## Geschichte
Die Backsteinkirche wurde in der zweiten Hälfte des 13. Jahrhunderts errichtet. Laufende Sanierungsarbeiten an der Kirche unter Leitung des Stralsunder Architekten Gerd Meyerhoff werden von der Deutschen Stiftung Denkmalschutz, dem Bundesland Mecklenburg-Vorpommern und der Heinz- und Renate-Wiedemann-Stiftung gefördert. Die Kirche ist Bestandteil der Europäischen Route der Backsteingotik.

## Baugestaltung
Die dreischiffige EmporenHalle mit Polygonchor, südlicher Sakristei und einer südlichen Vorhalle wurde in der zweiten Hälfte des 13. Jahrhunderts errichtet. Der breitere Westbau besitzt unter dem Pyramidendach einen unvollendeten Mittelturm. Am Kirchenschiff befinden sich Reste eines Konsolfrieses.
Auf dem Kirchhof stehen drei Mausoleen: Die Begräbniskapelle Klot-Trautvetter, die Preetzer Kapelle und eine weitere.

## Innenausstattung
Die Kirche mit ihrem Kreuzrippengewölbe beinhaltet eine qualitätsvolle Barockausstattung. Die Flachdecke der Sakristei trägt eine Rankenbemalung. Im Obergeschoss befindet sich die Patronatsloge. Der Altaraufbau wurde um 1700 von Johannes Wendt aus Stralsund gefertigt. Er weist ein reiches Reliefdekor und Akanthusschnitzwerk auf. Die Kanzel von 1702 stammt ebenfalls von Wendt; sie wird von einer Mosefigur gestützt. Der Korb wird dekoriert mit Szenen aus der Geschichte Christi und der Evangelisten, der Schalldeckel ist von einer Madonna bekrönt. Weitere Gegenstände sind das Kruzifix (um 1500), das Sandsteinepitaph von der Osten (1613) mit Marmorrelief der Auferstehung und Figuren des Verstorbenen. Der Beichtstuhl stammt von 1763. Die Chorfenster wurden 1894 vom Königlichen Institut für Glasmalerei Berlin gefertigt.

## Orgel
Die Orgel mit zehn Registern auf zwei Manualen und Pedal wurde 1870 vom Stralsunder Orgelbauer Friedrich Albert Mehmel angefertigt.

## Geläut
Die einzige Glocke wurde 1864 vom Stralsunder Simon Zach gefertigt.

## Gemeinde
Die Kirchgemeinde Prohn/Groß Mohrdorf gehört seit 2012 zur Propstei Stralsund im Pommerschen Evangelischen Kirchenkreis der Evangelisch-Lutherischen Kirche in Norddeutschland. Vorher gehörte sie zum Kirchenkreis Stralsund der Pommerschen Evangelischen Kirche.